# Microneura
Microneura is een geslacht van libellen (Odonata) uit de familie van de Protoneuridae.

## Soorten
Microneura omvat 1 soort:
- Microneura caligata Hagen in Selys, 1886